# Irada Ashumova
Irada Ashumova (n. 25 februarie 1958, Bakı, Republica Sovietică Socialistă Azerbaidjană) este o trăgătoare de tir ce a reprezentat Azerbaidjan, medaliată olimpică. A participat la 4 ediții ale Jocurilor Olimpice (1996, 2000, 2004, 2012) în care a câștigat o medalie de bronz.